# Rue Sainte-Foy
Pour l’article homonyme, voir Rue du Commandant Marchand (Liège).
La rue Sainte-Foy est une voie du 2e arrondissement de Paris (France).

## Situation et accès
La rue Sainte-Foy est une voie publique située dans le 2e arrondissement de Paris.
Elle débute rue d'Alexandrie et 8 rue Saint-Spire et se termine au 279 rue Saint-Denis.

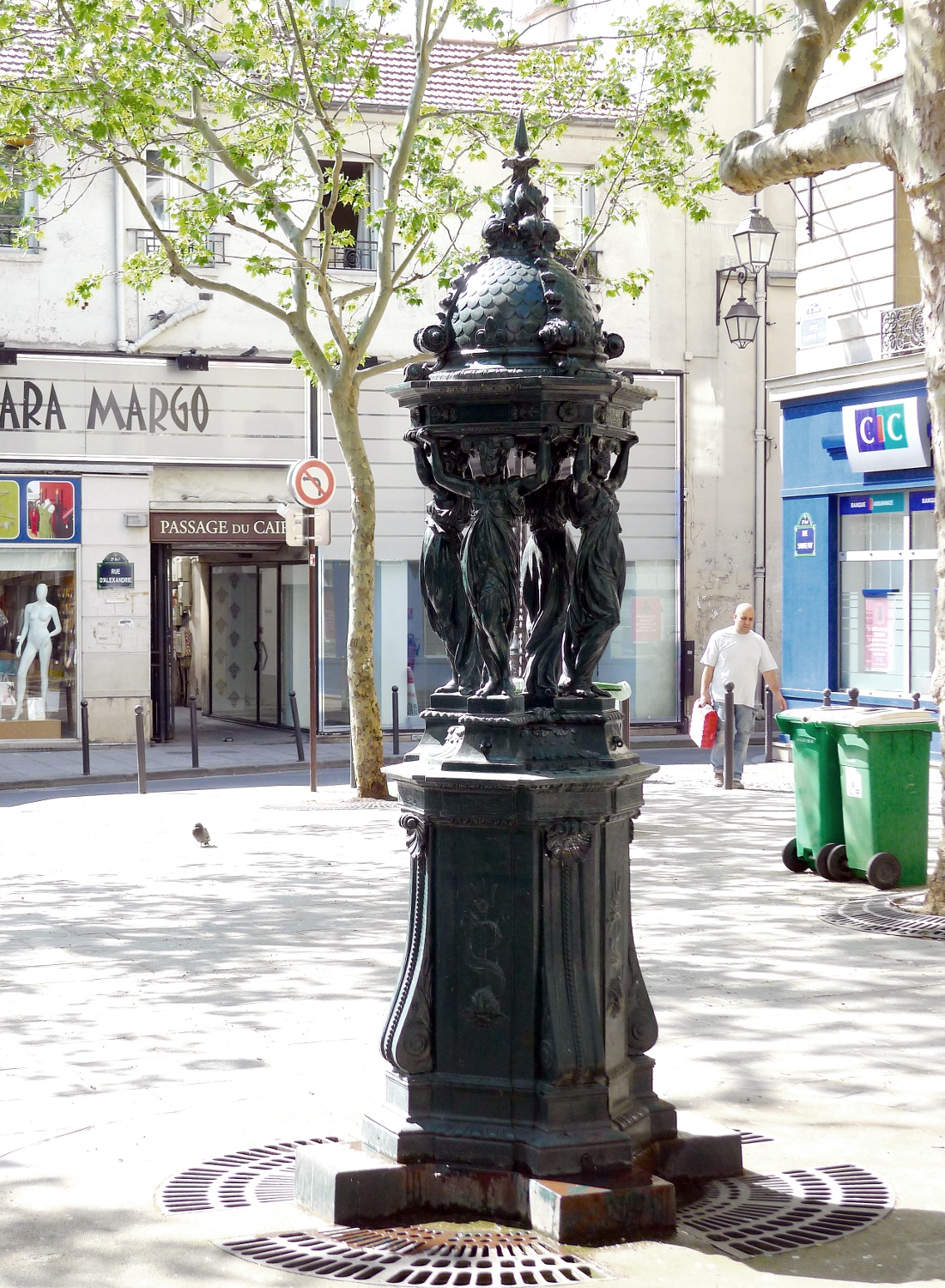
Fontaine Wallace sur le petit square jouxtant la rue.

## Origine du nom
Elle doit son nom à l’enseigne d’un ancien commerce qui s’y trouvait, représentant Sainte Foy.

## Historique
Cette rue était presque entièrement bordée de constructions en 1630, et portait le nom de « rue du Rempart » en raison de sa proximité du mur d'enceinte construit sous Charles V.
Elle prit ensuite la dénomination de « rue des Cordiers ».
Dès 1604, l'enseigne déjà évoquée lui avait fait prendre le nom qu'elle conserve aujourd'hui.

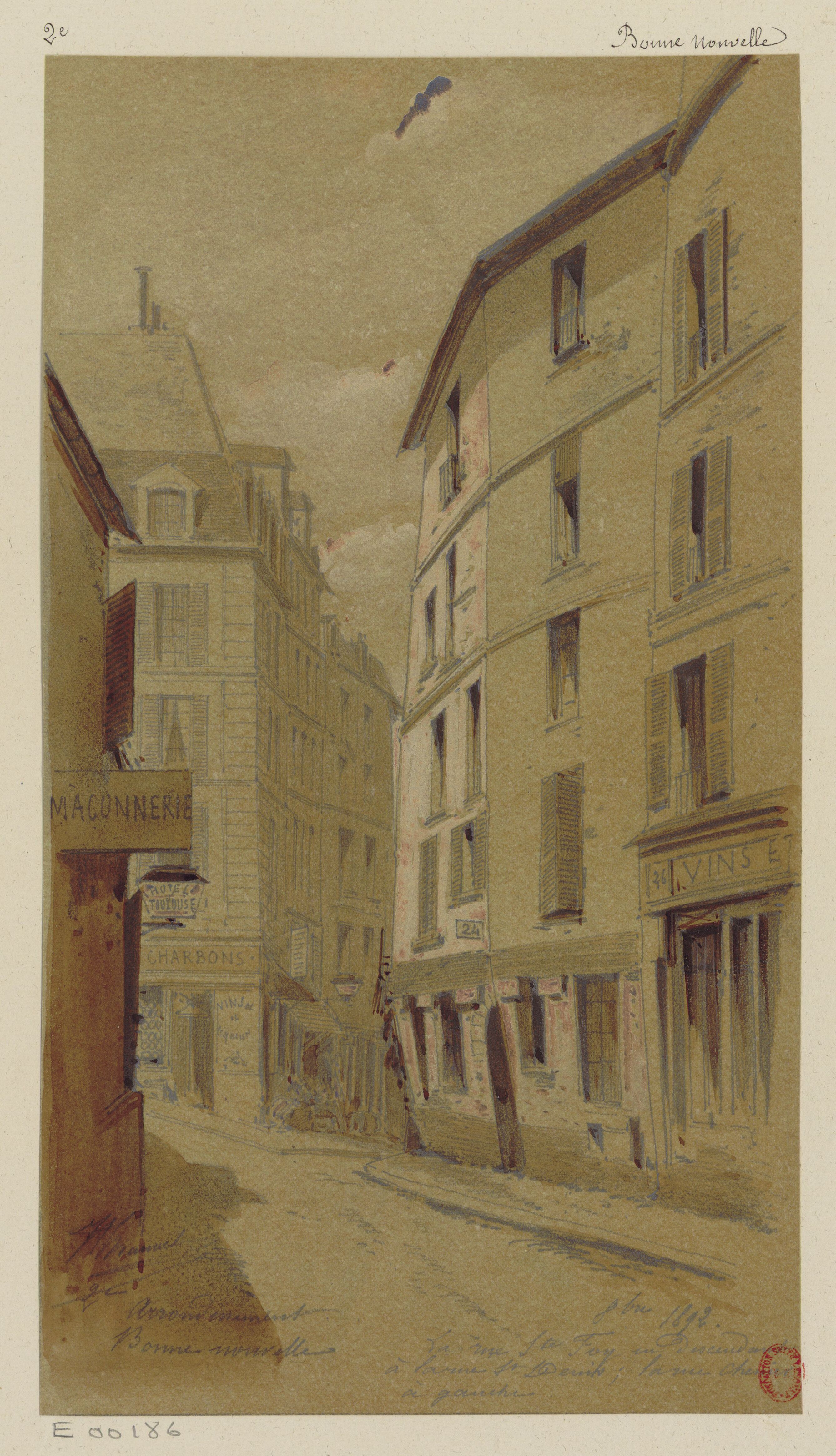
La rue en 1892 (dessin de Jules-Adolphe Chauvet).
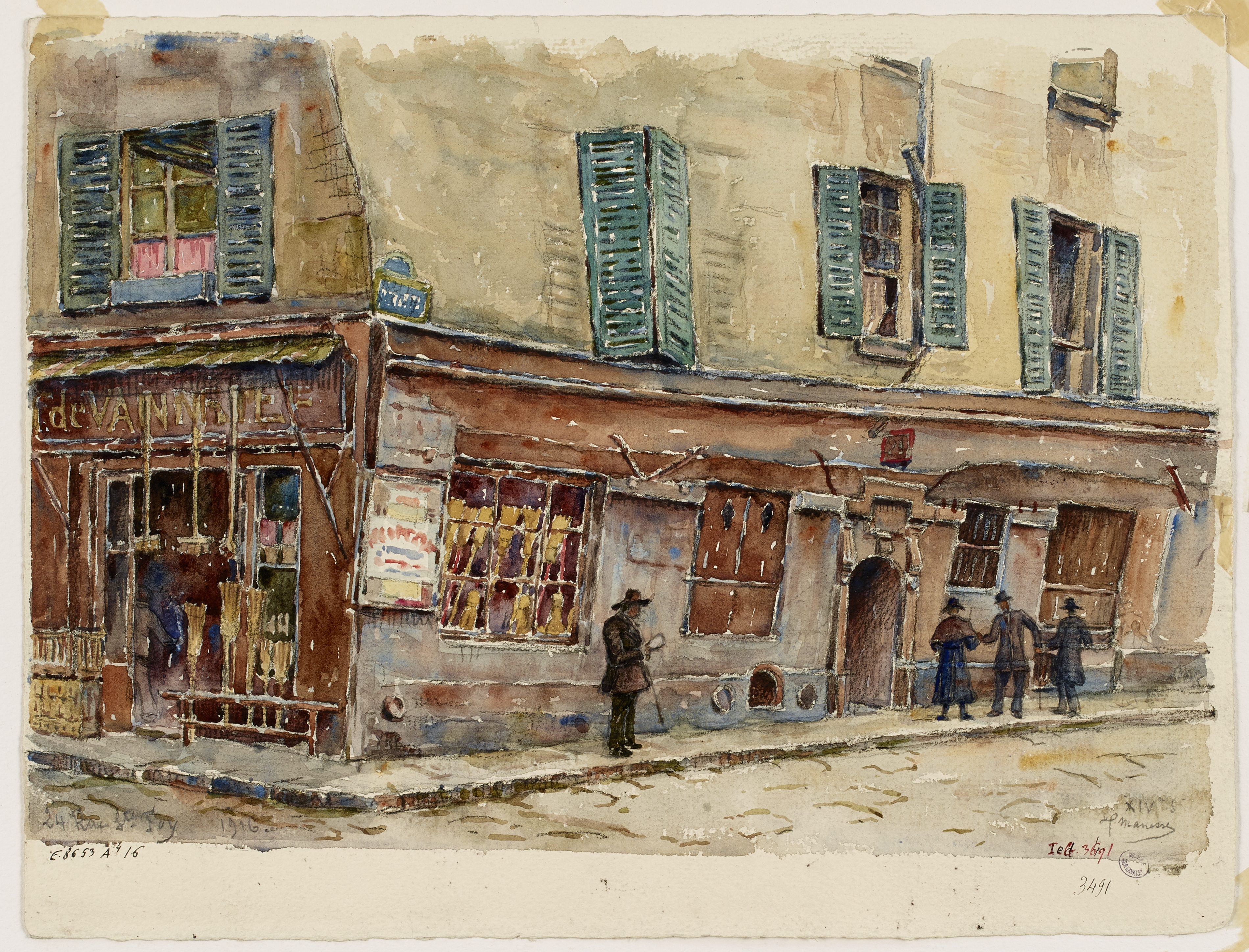
Le no 24 en 1916 (dessin de Georges-Henri Manesse).
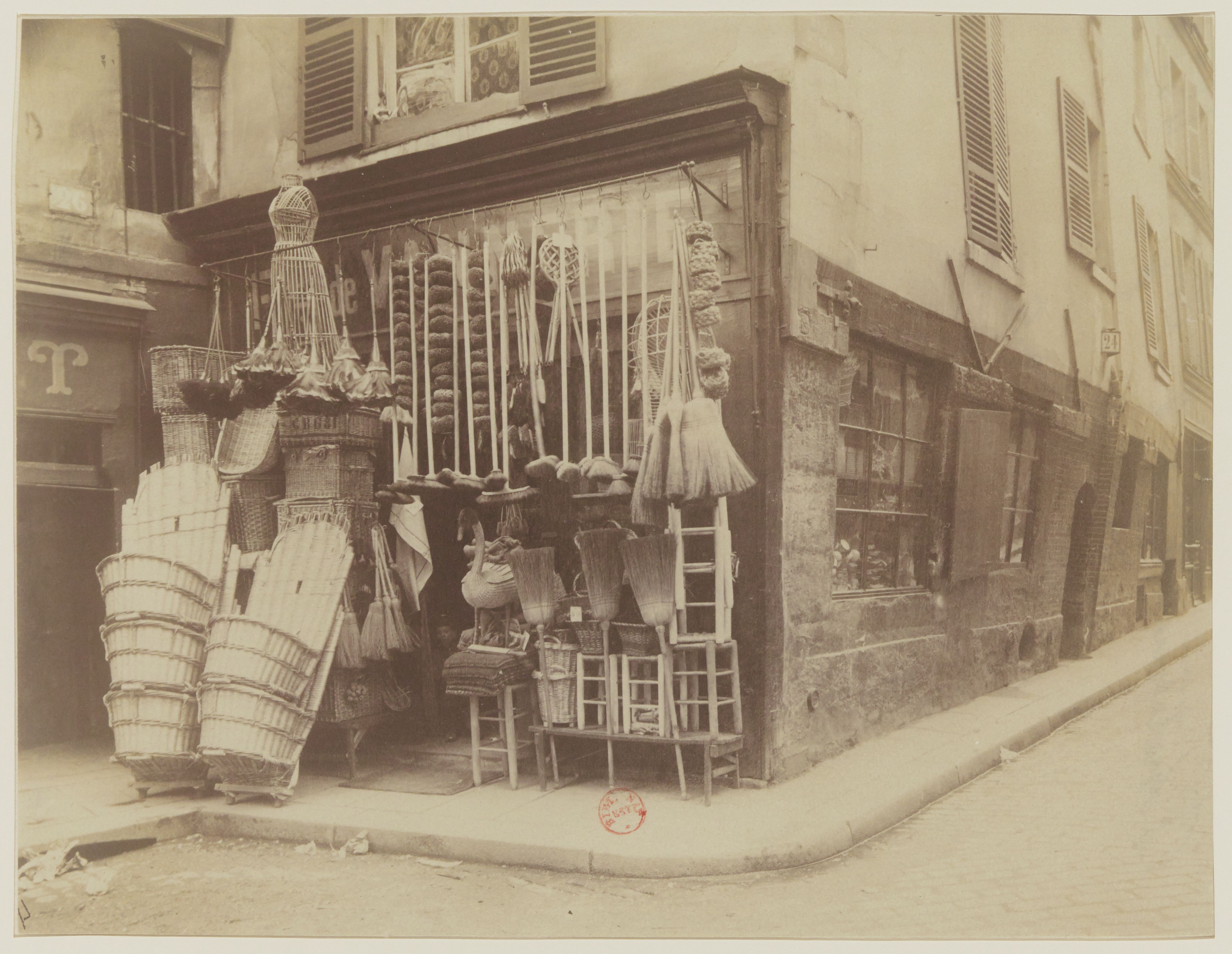
La même maison photographiée par Eugène Atget.

## Pour approfondir